# 方芳擬白魚
方芳擬白魚（学名：Alburnoides fangfangae）為輻鰭魚綱鯉形目雅羅魚科擬白魚屬的其中一種，分布於歐洲阿爾巴尼亞奧蘇姆河流域，體長可達7.3公分，棲息在河川底中層水域，生活習性不明。
此种是以中国及瑞典鱼类学家方芳 （页面存档备份，存于）命名，以作纪念。

## 扩展阅读
維基物種上的相關：方芳擬白魚